# اکسالید
EXALEAD یک شرکت نرم‌افزاری زیرمجموعه داسو سیستمز (تلفظ فرانسوی: [daˈso]) است که در سال ۲۰۰۰ با هدف ارائهٔ پلتفرم‌های جستجو و برنامه‌های کاربردی مبتنی بر جستجو برای کاربران تجاری تأسیس شد. دفتر مرکزی این شرکت در پاریس، فرانسه است.
در ۸ ژوئن ۲۰۱۰، داسو سیستمز Exalead را به مبلغ ۱۳۵ میلیون یورو خریداری کرد.

## محصولات
محصول CloudView شرکت Exalead پلت فرمی برای موتور جستجوی وب عمومی است که برای اعمال پردازش معنایی و استفاده از داده‌های وب طراحی شده‌است. Exalead همچنین یک آزمایشگاه آنلاین راه‌اندازی کرده که از وب به عنوان رسانه ای برای توسعه فناوری‌های کاربردی برای تجارت استفاده می‌کند.